# Opus reticulatum
Opus reticulatum — вид стенной кладки в древнеримской архитектуре.

## Описание
Такая кладка стала улучшением кладки типа opus incertum, камни квадратной формы, длина стороны составляла 6—7 см, выкладывались в виде сети. Между двумя стенами, выстроенными таким образом, заливался бетон.
Ко времени императора Августа такой тип кладки пришёл на место incertum. В отличие от сложного производства больших квадратных камней, камни для этой кладки могли изготовляться в небольших мастерских, особых высококвалифицированных умений такое производство не требовало.
Этот тип постройки особенно расширился со времен Августа, но он очень редок на хорватской земле.

## Работы, выполненные с сеткой
- Амфитеатр в Поццуоли
- Амфитеатр в Сиракузах
- Амфитеатр Фаусто[итал.]
- Вилла Адриана
- Театр Марцелла
- Римский амфитеатр Лучеры[итал.]
- Римский театр Неаполя[итал.]
- Настенные украшения в стиле opus reticulatum римского периода были обнаружены в основаниях нормандской башни Челье дель Кампо[итал.], провинция Бари.

## Галерея
- Стена в Помпеях
- Коммуна Сусье-ан-Жарре[фр.], департамент Рона, деревня Лё Гран Шан. Руины акведука Ромен дю Жир[фр.], снабжавшего водой Лион
- Opus reticulatum на акведуке Ромен дю Жир. Мост Жюре (фр. Le pont de Jurieux) в Сен-Морис-сюр-Даргуар[фр.]
- Opus reticulanum на внешней стене виллы Адриана в Тиволи
- Opus reticulatum из чёрного камня и терракоты в Остия Антика[фр.] под Римом.
- Opus reticulatum, византийская терракота, Каттолика-де-Стило, Италия, IX—X вв.
- Романский декор, полученный из opus reticulatum, церковь Сент-Этьен-де-Бове[фр.], XII век